# Eupithecia borealis
Eupithecia borealis là một loài bướm đêm trong họ Geometridae.